# Luke Campbell (Leichtathlet)

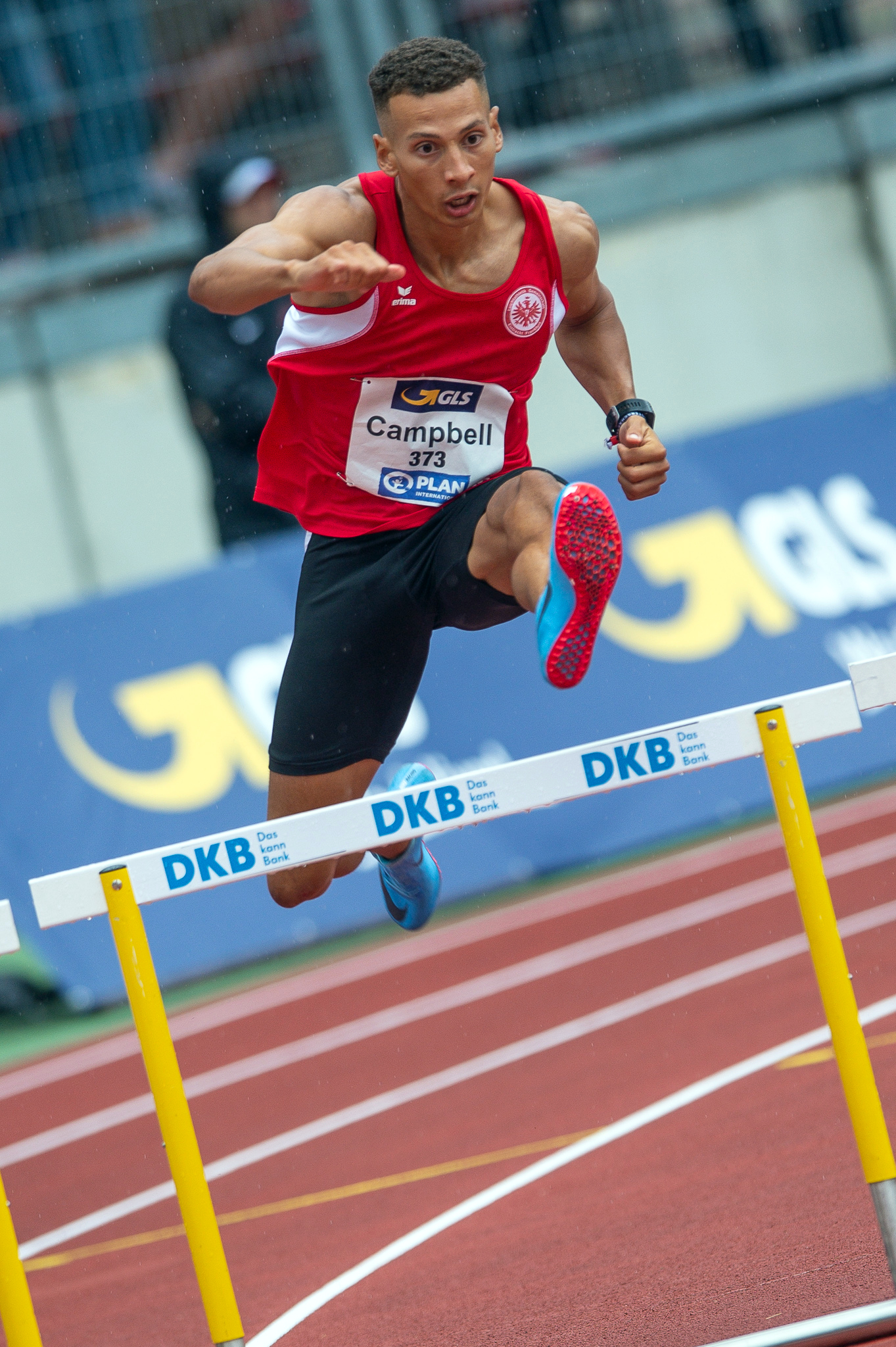
Luke Campbell bei den Deutschen Meisterschaften 2018

Luke Campbell (* 22. November 1994 in Meschede) ist ein deutsch-amerikanischer Leichtathlet, welcher sich auf den 400-Meter-Hürdenlauf spezialisiert hat. Er startet für die LG Eintracht Frankfurt und gewann 2017 und 2018 den deutschen Meistertitel im 400-Meter-Hürdenlauf.

## Karriere
Er studierte am College in Salisbury Sportwissenschaften und Psychologie. Zudem trat er für das College bei Leichtathletikwettbewerben an. Im Jahr 2017 wechselte er aus den Vereinigten Staaten zur LG Eintracht Frankfurt und absolviert seit Mitte Mai Wettbewerbe für den Verein. Er qualifizierte sich für die Deutschen Meisterschaften 2017 in Erfurt. Beim 400-Meter-Hürdenlauf siegte er in persönlicher Bestzeit von 49,40 s vor seinem Teamkollegen Georg Fleischhauer.
Bei den Olympischen Spielen 2021 in Tokio qualifizierte er sich mit einer Zeit von 48,62 s nicht für das Finale.